# Lonnie Devantier
Lonnie Høgh Devantier Askou Kjer (nacida el 28 de noviembre de 1972 en Middelfart, Copenhague) o simplemente conocida como Lonnie Devantier, es una cantante danesa mayormente conocida por haber representado a su país en el Festival de la Canción de Eurovisión 1990 con la canción "Hallo Hallo", con la que obtuvo el 8° lugar con 64 puntos. En 1991 grabó su primer álbum de estudio.